# James M. Buchanan
James McGill Buchanan Jr. (ur. 3 października 1919 w Murfreesboro, Tennessee, zm. 9 stycznia 2013 w Blacksburgu, Wirginia) – amerykański ekonomista, laureat Nagrody Banku Szwecji im. Alfreda Nobla w dziedzinie ekonomii w 1986 roku.
Był jednym z inicjatorów nurtu teorii wyboru publicznego – w szczególności, badań nad tym, w jaki sposób interes własny polityków i biurokratów, maksymalizacja użyteczności i inne względy indywidualne wpływają na ich decyzje. Był członkiem kilku think tanków, m.in. distinguished fellow Cato Institute, między 1984–1986 prezesem Stowarzyszenia Mont Pelerin, oraz profesorem na George Mason University.

## Życiorys
Urodził się w Murfreesboro, Tennessee, jako najstarsze dziecko Jamesa i Lili (Scott) Buchanan, w rodzinie o szkocko-irlandzkich korzeniach. Był wnukiem Johna P. Buchanana, gubernatora Tennessee w latach 90. XIX wieku. Uczęszczał do Middle Tennessee State Teachers College (późn. Middle Tennessee State University), jednocześnie pracując w rodzinnej farmie. Ukończył University of Tennessee (M.S., 1941). Służył w marynarce wojennej Stanów Zjednoczonych w sztabie admirała Chestera W. Nimitza w Honolulu w latach wojny, gdzie poznał Anne Bakke, którą poślubił 5 października 1945 r. Anne pracowała jako pielęgniarka w bazie wojskowej na Hawajach. Zmarła w 2005 roku.
Uzyskał doktorat z ekonomii w 1948 roku na University of Chicago, broniąc dysertację Fiscal Equity in a Federal State, napisaną pod silnym wpływem Franka Knighta; w młodości bliskie były mu idee socjalistyczne, po kontakcie z Knightem stał się zadeklarowanym liberałem, bliskim libertarianizmowi.
Wieloletni profesor George Mason University w Fairfax w Wirginii. W 1957 był jednym ze współzałożycieli Centrum Ekonomii Politycznej im. Tomasza Jeffersona, przekształconego w 1969 w Centrum Badań Wyboru Publicznego (Center for Study of Public Choice); instytucja ta postawiła sobie za cel nadanie ekonomii wymiaru publicznego. W 1969 roku Buchanan został dyrektorem generalnym Centrum. Wraz z m.in. Gordonem Tullockiem i Kennethem Arrowem, dał podwaliny pod teorię wyboru publicznego.
Wykładowca na University of Virginia, UCLA, Florida State University, Virginia Polytechnic Institute.

## Poglądy
Buchanan w swoich pracach zajmował się m.in. finansami publicznymi i długiem publicznym, ekonomią konstytucyjną, głosowaniami i systemami politycznymi, rygorystyczną analizą teorii logrollingu (politycznych quid-pro-quo), makroekonomią i filozofią libertariańską.

### Podejście do analizy ekonomicznej
Buchanan był w dużej mierze odpowiedzialny za odrodzenie się ekonomii politycznej. Podkreślał, że polityka publiczna nie może być rozpatrywana wyłącznie w kategoriach dystrybucji, ale jest zawsze kwestią ustalania reguł gry, które tworzą wzór wymiany i dystrybucji. Jego praca w teorii wyboru publicznego jest często interpretowana jako kwintesencja instytutu imperializmu ekonomicznego; jednakże ekonomista i filozof Amartya Sen twierdził, że Buchanana nie należy tak określać, ponieważ zrobił więcej niż inni, aby wprowadzić etykę, prawne myślenie polityczne i rzeczywiście myślenie społeczne do ekonomii.
Buchanan poparł 100% krańcową stawkę podatku od wszystkich spadków powyżej określonej kwoty.
Ważnym wkładem Buchanana w konstytucjonalizm jest rozwój subdyscypliny ekonomii konstytucyjnej.
Według Buchanana, etyka konstytucjonalizmu jest kluczem do porządku konstytucyjnego i „można ją nazwać wyidealizowanym światem kantowskim”, w którym jednostka, która czyni porządek, wraz z zasadniczo wszystkimi towarzyszami, przyjmuje prawo moralne jako ogólną zasadę dla zachowania. Buchanan odrzuca każdą organiczną koncepcję państwa jako mądrzejszego od obywateli. Ta filozoficzna pozycja stanowi podstawę ekonomii konstytucyjnej. Buchanan wierzył, że każda konstytucja jest tworzona przez co najmniej kilka pokoleń obywateli. Dlatego musi być w stanie zrównoważyć interesy państwa, społeczeństwa i każdej jednostki.
Publikacja Buchanana „Koszt i wybór” z 1969 roku jest często pomijana mimo oryginalnego wkładu w analizę problemu kosztów alternatywnych. Buchanan pisał, że koszty poniesione przez jednostki decydują o cenie towaru lub usługi. Dla przykładu, kosztem takim jest praca fizyczna, która jest niezbędna do upolowania zwierzyny, a także cena narzędzi niezbędnych do jej upolowania, jak i czas spędzony na polowaniu – wszystko to wpływa na cenę mięsa w poszczególnych fabrykach. Cena wywoławcza mięsa będzie się różnić w zależności od jednostki, ponieważ każdy człowiek ponosi inne koszty nakładów.
Buchanan jest czasem uważany za quasi-członka austriackiej szkoły ekonomii; co prawda nie był z nią formalnie związany, ale posiadał wiele wspólnych przekonań. Według jego samego: „Z pewnością mam wiele powinowactwa z ekonomią austriacką i nie mam nic przeciwko temu, żeby nazywać się Austriakiem. Friedrich Hayek i Mises mogą uważać mnie za Austriaka, ale z pewnością niektórzy tego nie zrobią”.

### Teoria wyboru publicznego
James Buchanan jest uważany za jednego z architektów teorii wyboru publicznego. Jego praca w tym obszarze przyniosła mu nagrodę im. Nobla z ekonomii w 1986 r. Teoria wyboru publicznego koncentruje się na procesie podejmowania decyzji przez ludzi w sferze politycznej. Buchanan wykorzystał zarówno dziedziny ekonomii, jak i nauki polityczne, aby pomóc w rozwoju publicznego wyboru. Przełożył metody analizy decyzji ludzi w warunkach rynkowych na zastosowania do głosowania, lobbingu, kampanii, a nawet kandydatów. Buchanan utrzymywał, że pierwszym instynktem człowieka jest podejmowanie decyzji na podstawie własnego interesu. Tłumaczył teorię wyboru publicznego jako „politykę bez romantyzowania”, ponieważ, jak mówi, wiele obietnic składanych w polityce, które pozornie są motywowane współczuciem, są w rzeczywistości skutkiem egoistycznych ukrytych motywów. Zgodnie z tym poglądem decyzje polityczne wielu partii politycznych są rzadko podejmowane z zamiarem niesienia pomocy innym. Buchanan twierdził, że analizując zachowania wyborców i polityków, można łatwo przewidzieć ich działania.

## Życie prywatne i śmierć
Buchanan zmarł 9 stycznia 2013 r. w Blacksburg w stanie Wirginia w wieku 93 lat. The New York Times stwierdził, że laureat Nagrody Nobla, który bronił teorii wyboru publicznego, wpłynął na „sposób myślenia całego pokolenia konserwatystów o deficytach, podatkach i wielkości rządu”. Badische Zeitung (Freiburg) nazwał Buchanana „założycielem nowej ekonomii politycznej”.

## Publikacje

### Wydane w języku polskim
- Finanse publiczne w warunkach demokracji (1967, wydanie polskie 1997)
- Finanse publiczne a wybór publiczny. Dwie odmienne wizje państwa (wraz z Richardem Musgravem, 1999, wydanie polskie 2005)

### Oryginalne
- Public Principles of Public Debt, 1958
- Fiscal Theory and Political Economy, 1960
- The Calculus of Consent(inne języki) (z Gordonem Tullockiem), 1962
- Demand and Supply of Public Goods, 1968
- Cost and Choice, 1969
- The Limits of Liberty, 1975
- Democracy in Deficit (z Richardem E. Wagnerem), 1977
- Freedom in Constitutional Contract, 1978
- What Should Economists Do? 1979
- The Power to Tax (z Geoffreyem Brennanem(inne języki)), 1980
- The Reason of Rules (z Geoffreyem Brennanem), 1985
- Liberty, Market and State, 1985
- Why I, Too, Am Not a Conservative: The Normative Vision of Classical Liberalism (Cheltenham UK: Edward Elgar), 2005
- Economics from the Outside In: Better than Plowing and Beyond (College Station: Texas A&M Press), 2007

Listę publikacji Buchanana od 1949 do 1986 można znaleźć w specjalnych opracowaniach towarzyszących uhonorowanie naukowca nagrodą im. Nobla, w tomie Scandinavian Journal of Economics z 1987.